# Héctor Enrique
Héctor Adolfo Enrique (Lanús, 1962. április 26. –) világbajnok argentin válogatott labdarúgó. 

## Pályafutása

### Klubcsapatban
Pályafutását 1982-ben kezdte a másodosztályú CA Lanús csapatában. 1983-ban a River Platehez igazolt, melynek 1983 és 1990 között volt a játékosa. 1986 volt az aranyéve, amikor csapatával megnyerte az argentin bajnokságot, a libertadores-kupát, az Interkontinentális kupát és a Copa Interamericanát, a válogatottal pedig világbajnoki címet szerzett. 1991 és 1993 között ismét a Lanúsban játszott, majd 1995 a japán Tosu Futures együttesében is megfordult. 

### A válogatottban
1986 és 1989 között 11 alkalommal szerepelt az argentin válogatottban. Részt vett az 1989-es Copa Américan, illetve tagja volt az 1986-os világbajnokságon győztes csapat keretének is. Az angolok elleni negyeddöntőben ő volt az utolsó játékos, aki hozzáért a labdához, mielőtt Diego Maradona belekezdett a legendás 60 méteres szólójába, melyből később gólt szerzett. A találatot az évszázad góljának választották.

## Sikerei, díjai
CA River Plate
- Argentin bajnok (2): 1985–86, 1989–90
- Copa Libertadores (1): 1986
- Interkontinentális kupa (1): 1986
- Copa Interamericana (1): 1986

Argentína
- Világbajnok (1): 1986